# 家庭悲劇
家庭悲劇（かていひげき、または民衆悲劇、Domestic tragedy）とは、中流階級・下層階級の普通の人々を悲劇的主人公としたドラマのこと。王家や貴族階級の人々を主人公とし、その没落を個人的かつ国家的出来事として描く古典主義や新古典主義の悲劇とは対称的で、家庭悲劇はテーマもしくは本筋の舞台が国家ではなく家庭（domus）であることが特徴である。

## 概略
伝統的な悲劇は「英雄」を作品の中心に据えていた。「悲劇的あやまち（ハマルティアー Hamartia）」は偉大な特性の余剰物であるゆえに、偉大な精神・魂を有した偉大な人間こそが悲劇に相応しいという考えである。さらに、悲劇は将軍・王・予言者のような英雄にまつわる方が効果も大きい。オイディプースのあやまちは内戦と神の与えた罪の浄罪をもたらし、オセロは夫婦の問題に専念していたにもかかわらず、それは国家的な軍事手腕の破棄を意味している。
それに対して、家庭悲劇の主人公たちは商人たち・市民たちであることが多い。彼らのあやまちは、キリスト教の罪か偉大な悲劇的あやまちのミニチュアのどちらかである。悲劇的な結末の結果は家族の痛みである。
イギリス演劇では、ジャコビアン時代後期から家庭悲劇が発展しはじめ、18世紀のオーガスタン演劇（Augustan drama。オーガスタン時代も参照）の時に、ジョージ・リロ（George Lillo）やリチャード・スティール（Richard Steele）の諸作品でより完全に世に出た。